# 12067 Jeter
A 12067 Jeter (ideiglenes jelöléssel 1998 FH42) a Naprendszer kisbolygóövében található aszteroida. A LINEAR projekt keretében fedezték fel 1998. március 20-án.